# Baixaki
Baixaki é um dos maiores sites de downloads do Brasil, mantido pelo Grupo NZN.

## Descrição
O Baixaki é o primeiro e mais popular produto do Grupo NZN. Figurando entre os maiores sites do Brasil, é líder do segmento de downloads, recebendo um grande volume de acessos provenientes de diversos países, em especial Portugal, Japão e EUA.
A seleção de downloads cadastrados no Baixaki totaliza mais de 85 mil opções de programas para computador, jogos, jogos online e aplicativos para celulares com Android, iOS e Windows Phone.[carece de fontes?] Em 2010, apenas 10 programas representavam 25%, sendo 600 milhões de downloads do Baixaki, dentro de um total de 2,5 Bilhões de softwares baixados em todo o site.[carece de fontes?]
Em 2014, o Grupo NZN fez a fusão com o site Click Jogos. A transação contou com a participação do fundo americano H.I.G. Capital.

## Histórico
O Baixaki foi lançado no dia 1º de outubro de 2000 pelo Grupo NZN, empresa que é responsável pelo site até hoje, com base em Curitiba. O site nasceu no estilo “na garagem de casa”, com o objetivo de oferecer conteúdo em português sobre programas e jogos de computador, incorporando posteriormente serviços e jogos online e também aplicativos para celulares.

### As dificuldades no início do Baixaki
Na época do lançamento do site, o acesso à internet no Brasil era muito restrito, e a conexão discada não permitia que um usuário baixasse os 700 MB correspondentes ao Linux, por exemplo.
Para atender a essa necessidade, o Baixaki passou a gravar softwares e jogos pesados em discos, que eram enviados pelo correio. Esse serviço durou vários anos, até que os usuários conseguissem baixar seus programas de interesse.
Nos seus primeiros tempos, o Baixaki precisou lidar com o estouro da bolha da internet no ano 2000. Refletindo os olhares duvidosos dos investidores sobre a grande rede, a bolsa da Nasdaq, na qual as ações das empresas que investiam na web eram negociadas, começou a despencar, mas o site sobreviveu a esse período.

### As primeiras conquistas do Baixaki
A primeira nota fiscal do Baixaki, referente à venda de espaço para anúncios publicitários, foi emitida em 2002, ano no qual foi criada a razão social No Zebra Network Ltda.
Em 2003, a empresa contratou seu primeiro funcionário. Com o crescimento da equipe, o Grupo NZN chegou aos 134 colaboradores em 2013, divididos entre as sedes de Curitiba e São Paulo e com atuação no Rio de Janeiro e em Brasília. Até 2005, o site era “caseiro” e mantido em sistema home office. Porém, o ritmo e o volume de trabalho pediam um escritório, que foi montado em 2006.

### As parcerias do site
A primeira parceria, firmada com o iG, permaneceu de 2001 a 2009. A segunda foi estabelecida em 2009 com o Terra, com foco na América Latina e no público falante de espanhol. O Baixaki encerrou as parcerias em 2013 e, desde então, segue independente dos portais.

## Números do Baixaki
De acordo com o Google Analytics (ferramenta para monitorar os acessos de um site), o Baixaki contabilizou 36 milhões de usuários únicos e 306 milhões de page views em dezembro de 2013.
Em seu banco de dados, o Baixaki conta com mais de 85 mil programas e jogos cadastrados. Em 2013, o site teve mais de 315 milhões de downloads efetuados, somando quase 5 bilhões de downloads desde seu lançamento.
A página do Baixaki no Facebook possui mais de 4 milhões de curtidas, enquanto o perfil no Twitter conta com mais de 155 mil seguidores. No Google Plus, o Baixaki soma mais de 77 mil assinantes. Já no canal do Baixaki no YouTube, o site conquistou mais de 1,1 milhão de inscritos.
Maior parte dos programas encontrados no Baixaki, são gratuitos, alguns são gratuitos somente para experimentar.

## Aplicativo do Baixaki para Android
O Baixaki iniciou suas atividades com foco nos computadores, porém, conforme os smartphones se popularizaram, o site passou a atender também o público desse nicho. Para isso, o Grupo NZN lançou o aplicativo do Baixaki para celulares com Android em novembro de 2011.
O aplicativo do Baixaki para Android é alimentado com os principais lançamentos de programas e jogos para smartphones com o sistema operacional da Google. Por meio dele, os usuários podem conhecer os aplicativos testados pela equipe e acessar as resenhas com os prós e contras de cada um.

## Outros sites do Grupo NZN
Conforme as necessidades do público, o Baixaki ampliou e diversificou seu conteúdo, dando origem a outros sites.

### Baixaki Jogos
A equipe do Baixaki passou a escrever sobre jogos de consoles, incluindo divulgação das novidades e análise dos lançamentos. Esse novo interesse deu origem ao BJ (antes Baixaki Jogos), lançado em abril de 2007.
Desde 2017, o Baixaki Jogos foi rebatizado para Voxel.

### TecMundo
Acompanhando os downloads, o Baixaki começou a produzir conteúdo sobre hardware, celulares e tecnologia em geral. Para concentrar o material com esse foco mais específico, o Grupo NZN lançou o site TecMundo em março de 2011. O site conta com diversas análises de eletrônicos (placas de vídeo, processadores, celulares, computadores, etc.), como também os periféricos, e com milhares de artigos de hardware e software sobre curiosidades e para sanar as dúvidas/problemas dos leitores. No YouTube, as análises (que começaram a serem implantadas de 2015 para 2016) e os artigos do site TecMundo são transformados em vídeo, sendo que geralmente as análises são mais longas.

### Mega Curioso
Entre as notícias sobre tecnologia do TecMundo, surgiram matérias curiosas sobre ciências e entretenimento. Essas notícias acabaram dando origem ao site Mega Curioso em fevereiro de 2013. Também no Youtube, os artigos do site são transformados em vídeo, mas em animações, que normalmente são curtas.
Em 2025, os novos conteúdos do Mega Curioso foram incorporados ao portal do TecMundo, no caderno de Ciência, que traz a marcação "Powered by Mega Curioso".

### Superdownloads
Site de downloads criado em 1998 com foco mais geek, foi incorporado ao Grupo NZN em agosto de 2012. O website foi descontinuado pela empresa e incorporado ao Baixaki.

### Minha Série
O Minha Série traz informações sobre séries, episódios, temporadas, atores e bastidores, bem como indicações de conteúdos para assistir no cinema, streaming e televisão. O Minha Série foi incorporado ao Grupo NZN no final de 2007, com seus conteúdos em texto sendo publicados no portal do TecMundo. A publicação também possui produções em vídeo no Instagram e TikTok. 